# Institut d'astrophysique Fessenkov
Pour les articles homonymes, voir Fessenkov.
L'Institut d'astrophysique Fessenkov (en russe Астрофизический институт имени В. Г. Фесенкова, Astrofizitcheski institout imeni V. G. Fessenkova , en abrégé АФИФ, AFIF) est un institut de recherche à Almaty, au Kazakhstan. L'institut a été fondé en 1941 en tant qu'Institut d'astronomie et de physique de la branche kazakhe de l'Académie des sciences de l'URSS, lorsqu'un groupe d'astronomes soviétiques a été évacué pendant la Seconde Guerre mondiale des régions européennes de l'URSS vers Almaty. En 1948, Gavriil Adrianovitch Tikhov avait organisé un secteur indépendant de l'astrobotanique et, en 1950, les astronomes ont créé l'Institut d'astrophysique de la RSS du Kazakhstan. En 1989, l'Institut a été renommé en l'honneur de Vassili Fessenkov, l'un de ses fondateurs.
L'institut mène des recherches à la fois observationnelles et théoriques. Les principaux objets d'observation sont le Soleil, les planètes externes, les comètes, les étoiles Ae/Be de Herbig et les galaxies actives. Les sujets de recherche théorique incluent la dynamique stellaire et l'astrophysique numérique, les noyaux actifs de galaxie, la cosmologie, la physique des comètes et le milieu interstellaire. L'institut gère trois bases d'observation dans les montagnes près d'Almaty : l'observatoire du plateau de Kamenskoe, l'observatoire Assy-Turgen et l'observatoire astronomique de Tien Shan.
L'institut représente le Kazakhstan en tant que membre de l'Union astronomique internationale.

## Faits intéressants
- La comète 67P/Tchourioumov-Guérassimenko, célèbre pour la mission Rosetta, a été découverte à l'Institut d'astrophysique de Fesenkov.
- L'institut a été l'une des premières institutions où une nouvelle branche de la science — l'astrobiologie — est née au milieu du XXe siècle[2],[3].